# Carlos Borrego
Carlos Alberto Diogo Soares Borrego (Angola, 25 de Junho de 1948) é um engenheiro mecânico, professor catedrático e político português. Foi ministro do Ambiente e Recursos Naturais, de 1991 a 1993, em Governos de Cavaco Silva.

## Biografia
É licenciado em Engenharia Mecânica, pelo Instituto Superior Técnico da Universidade Técnica de Lisboa, onde iniciou a sua carreira profissional, como assistente. Doutorou-se em Ciências Aplicadas do Ambiente, pela Universidade Livre de Bruxelas. Com uma extensa carreira académica, é professor catedrático do Departamento de Ambiente e Ordenamento da Universidade de Aveiro, desde 1991, tendo sido vice-reitor da mesma universidade, de 1998 a 2002. Foi ministro do Ambiente e Recursos Naturais, entre 1991 e 1993. Cargo do qual se demitiu, em junho de 1993, na sequência de uma anedota sobre 25 doentes hemodialisados que haviam falecido na sequência de uma intoxicação por alumínio, atribuída em parte à má qualidade da água da rede pública . Numa sessão pública em Braga, começou a intervenção contando uma anedota: "Sabem o que é que no Alentejo - em Évora melhor dizendo - fazem aos cadáveres das pessoas que morreram ultimamente? Levaram-nos para reciclar, para aproveitar o alumínio!...". Em consequência Cavaco Silva obrigou-o a apresentar a sua demissão, empossando em seguida Teresa Gouveia no cargo de Ministra do Ambiente.

## Funções governamentais exercidas
- XI Governo Constitucional
  - Ministro do Ambiente e Recursos Naturais
- XII Governo Constitucional
  - Ministro do Ambiente e Recursos Naturais